# 滇西黍
滇西黍（学名：Panicum khasianum）为禾本科黍属下的一个种。

## 扩展阅读
- 維基物種上的相關：滇西黍